# Marina Cvetajeva
Marina Ivanova Cvetajeva , (rusko Марина Ивановна Цветаева),  pisateljica, pesnica, dramatičarka, * 8. oktober 1892, Moskva, Rusija, † 31. avgust 1941, Jelabuga, Rusija.
Spada med najpomembnejše ruske literate v prvi četrtini 20. stoletja. Znana je predvsem po raznih ljubezenskih aferah, svobodomiselnosti ter velikem številu tragičnih življenjskih dogodkov, kateri so izoblikovali njen dramatičen in filozofski slog.

## Življenje

### Otroštvo in mladost
Cvetajeva se je rodila v premožni ruski družini. Njen oče, Ivan Vladimirovič Cvetajev, je bil po poklicu profesor umetnostne zgodovine na Univerzi v Moskvi. Kasneje je ustanovil Muzej Aleksandra III., danes poznan kot Puškinov muzej. Njena mati, sicer očetova druga žena, pa je bila koncertna pianistka. Ker je bila delno poljskega in nemškega porekla, se je njena hči lažje poistovetila s tema  narodoma, kar lahko zasledimo tudi v njenih delih. Cvetajeva je iz očetovega prvega zakona imela dve polsestri, leta 1894 pa se rodi še mlajša sestra Anastazija, kateri je mati posvečala več časa. Njen oče jo je zaradi dela sčasoma vedno bolj zapostavljal, zato se je že v mladih letih zatekala k literaturi, kar pa njeni materi ni bilo všeč, saj je želela, da gre hči po njenih stopinjah.
Leta 1902 je  mati zbolela za tuberkulozo. Ker naj bi ji podnebje v zahodni Evropi bolj ustrezalo, so vse do njene smrti leta 1906 potovali po Evropi. Nekaj časa so živeli v Nerviju blizu Genove, kjer je Cvetajeva kot desetletni otrok uživala v brezskrbnosti in razvila svojo svobodomiselnost.
Leta 1904 so jo poslali na internat v Lausanne v Švici. Zaradi številnih selitev je zamenjala tudi veliko šol, kjer se je naučila italijanščine, nemščine ter francoščine. Dve leti po materini smrti je odpotovala v Pariz, kjer je obiskovala predavanja literarne zgodovine na Sorboni. Takrat je v Rusiji simbolizem pričel doživljal svoj višek, sama pa se je navduševala predvsem nad takratno resnostjo poezije, kar je pustilo velik pečat na njenem ustvarjanju. Po vrnitvi v Rusijo je obiskovala različne gimnazije brez vidnega uspeha, saj se je posvečala poeziji.
Njeno prvo večje delo je bil neohranjen prevod Rostandovega Orliča, leta 1910 pa je v samozaložbi izšla njena prva samostojna pesniška zbirka pod naslovom Večerni album. Ta je pritegnila pozornost pesnika in kritika Maksimilijana Volšina, ki postane njen prijatelj in mentor, zato ga po njegovi smrti opiše v besedilu "Živeče o živečem" (1932). Preživljanje časa v njegovem domu v Koktebelu predstavlja nekakšno prelomnico na njeni ustvarjalni poti, saj se je tam seznanila z deli Aleksandra Bloka in Ane Ahmatove in spoprijatlejila z ruskim pisateljem in simbolističnim teoretikom Andrejem Belim, opisanim v eseju Ujeti duh(1934). Pri devetnajstih letih tam sreča tudi svojega moža, vojaškega kadeta, Sergeja Jakovleviča Efrona. Pri priči sta se zaljubila in poročila leta 1912, v katerem se je odvila tudi otvoritev Puškinovega muzeja ter rojstvo prve hčere Ariadne in izšla druga pesniška zbirka Laterna magica. Leta 1913 je umrl Cvetajin oče, naslednje leto pa se je mož javil na fronto.
Strastna ljubezen, ki jo je gojila do moža je ni odvrnila od številnih afer. Izmed odmevnejših sta bili aferi z Osipom Mandelstamom, kateremu je posvetila pesniško zbirko Mejniki (1916) in pesnico Sofijo Parnok omenjeno v pesniškem ciklusu Napaka (1920). Aprila leta 1917 se zakoncema rodi druga hči Irina. V istem letu je bil Efron nastanjen v Moskvi kot častnik 56. rezervnega regimenta.

### Čas revolucije
Cvetajeva je oktobrsko revolucijo doživela na lastni koži, vendar je do nje gojila močan odpor. Po revoluciji se je Efron priključil Beli gardi. Pesnica se je v upanju, da se bo z možem pobotala, vrnila v Moskvo, kjer je ujeta pet let trpela pomanjkanja. Dela iz tega obdobja so precej politično usmerjena, med njimi veliko pesmi, ki slavijo bele z naslovom Labodji tabor. Zaradi lakote in brez sorodnikov, na katere bi se lahko oprla, je svojo drugo hčer Irino zaradi podhranjenosti oddala v sirotišnico, ker je verjela, da se ji bo tam godilo bolje, a je kljub temu leta 1920 umrla zaradi podhranjenosti. To je v njej sprožilo gromozanske občutke krivde.

### Življenje v izgnanstvu
Leta 1922 je s hčerjo odšla v Berlin, kjer se je ponovno združila z možem. Družina je tam ostala nekaj mesecev. Tačas izidejo njene pesniške zbirke z naslovom Ločitev, Pesmi Bloku in Car-dekle.

#### Praga
Avgusta istega leta so se preselili na Češko. Ker niso imeli dovolj denarja za družinsko stanovanje v Pragi, se je tja odpravil le Efron, kjer je študiral sociologijo in politične vede, žena in hči pa sta ostali v bližnji vasi. To obdobje je eno izmed najplodnejših, delo pa zaznamujejo predvsem pravoslavni elementi in folklora.
V Pragi se je zapletla v precej odmevno afero z bivšim oficirjem Konstantinom Rodzevičem. Razšla sta se leta 1923, kar je navdihnilo njeno veliko delo Pesem konca ter Pesem o gori. V tem času se je pričela dopisovati z Borisom Pasternakom, ki je ostal v Sovjetski zvezi. Gojila sta posebno prijateljsko vez, kljub temu da se nista velikokrat srečala. 
Leta 1924 se je mož vrnil in se z družino naselil v predmestju Prage. Leta 1925 se je jima rodil sin Georgij, ki je postal središče njenega življenja, sama pa ga kliče Mur. Istega leta je mož Efron zbolel za tuberkulozo, Cvetajeva pa je kot umetnica od Češkoslovaške prejela manjšo štipendijo, katero je s prehodom na pisanje proze rahlo zvišala.

#### Pariz
Konec leta 1925 se je z družino preselila v Pariz, kjer ni bila najbolje sprejeta. Tam so štirinajst let živeli v bedi, edini vir dohodka pa je družini predstavljalo njeno pisanje proze. Sama se tam ni počutila sprejeta, saj so jo vodilni krogi emigrantskih pisateljev večkrat kritizirali in ji kljub delom, ki so opevali Bele, očitali premajhno kritičnost do Sovjetske zveze.
Efrona začne mučiti domotožje, vendar se boji vrniti v domovino zaradi svojega delovanja v Beli gardi. Kot njegova hči, postaja vse bolj naklonjen in kasneje prične vohuniti za NKVD. 
Leta 1926 se je Cvetajeva prek Parstenakovih pisem spoznala z Reinerjem Rilkejem, s katerim sta si začela dopisovati (Pisma), po smrti Rilkeja pa v njegov spomin napiše Pesnitev Zraka. Leta 1935 jo je v Parizu obiskal Pasternak. Dve leti kasneje se je hči Ariadna vrnila v Sovjetsko zvezo, sledil ji je tudi Efron, ki pa je bil obtožen umora nekdanjega sovjetskega agenta, Marina pa je bila šele po zasliševanju seznanjena z dejavnostmi njenega moža. V Parizu je s sinom ostala sama, vendar se je zaradi slabega slovesa odločila za vrnitev v domovino.

#### Sovjetska zveza
Po vrnitvi leta 1939 se je seznanila s hudo resnico. Pod vodstvom Stalina so bili vsi, ki so se odpravili v tujino, osumljenci, zato ni mogla objavljati in se je težko preživljala. Njena  sestra je bila v zaporu že pred vrnitvijo Cvetajeve, a se kljub temu, da je preživela stalinizem, nista nikoli več videli. Edini iz kroga umetnikov, na katerega se je lahko obrnila je bil Pasternak, ki ji je priskrbel delo prevajalke, ostali pa so ji obrnili hrbte. Efrona in Ariadno so pozneje aretirali zaradi vohunjenja, izdal pa ju je Ariadnin zaročenec, ki se je izkazal za vohuna NKVD. Efrona so leta 1941 ustrelili, Ariadno pa odpeljali v zapor, kjer je preživela osem let. Po Stalinovi smrti so oba rehabilitirali.
Večino družin sovjetskih literatov so evakuirali v Čistopolj, le Cvetajeva in njen sin Mur sta bila prestavljena v Jelabugo, kjer so bile razmere še bolj neugodne. Sin jo je rotil, da se odpravita drugam, sama se je trudila na vse kriplje, vendar to ni zadoščalo. Mur svojo mater krivi za ta brezizhoden položaj in jo tudi zapusti. Za Cvetajevo, ki se je že dlje borila z depresijo, se     samomor sprva ni zdel prava odločitev, kar je razvidno iz zapisa: "Ne želim si umreti, hotela bi le nebiti.". Željo po življenju vseeno premaga nevzdržno mentalno stanje, ko si 31. avgusta 1941 s staro vrvjo vzame življenje. Ostalo je le pismo sinu Muru, kateri je o smrti dejal, da je storila nekaj logičnega, tri leta pozneje pa tudi sam padel v domovinski vojni na strani Sovjetov.

## Dela

### Zbrane pesmi
1910 — «Вечерний альбом»
1912 — «Волшебный фонарь», вторая книга стихов, Изд. «Оле-Лукойе», Москва.
1913 — «Из двух книг», Изд. «Оле-Лукойе». — 56 с.
«Юношеские стихи», 1913—1915.
1922 — «Стихи к Блоку» (1916—1921), Изд. Огоньки, Берлин, Обложка А. Арнштама.
1922 — «Конец Казановы», Изд. Созвездие, Москва. Обложка работы О. С. Соловьевой.
1920 — «Царь-девица»
1921 — «Вёрсты»
1921 — «Лебединый стан»
1922 — «Разлука»
1923 — «Ремесло»
1923 — «Психея. Романтика»
1924 — «Молодец»
1928 — «После России»
сборник 1940 года

### Pesmi
Чародей (1914)
На Красном Коне (1921)
Поэма Горы (1924, 1939)
Поэма Конца (1924)
Крысолов (1925)
С моря (1926)
Попытка комнаты (1926)
Поэма Лестницы (1926)
Новогоднее (1927)
Поэма Воздуха (1927)
Красный бычок (1928)
Перекоп (1929)
Сибирь (1930)

### Pripovedne pesmi
Царь-Девица (1920)
Переулочки (1922)
Мо́лодец (1922)

### Nedokončana dela
Егорушка
Несбывшаяся поэма
Певица
Автобус
Поэма о Царской Семье

### Dramska dela
Червонный валет (1918)
Метель (1918)
Фортуна (1918)
Приключение (1918—1919)
Пьеса о Мэри (1919, не завершена)
Каменный Ангел (1919)
Феникс (1919)
Ариадна (1924)
Федра (1927)

### Esejska proza
«Живое о живом»
«Пленный дух»
«Мой Пушкин»
«Пушкин и Пугачёв»
«Искусство при свете совести»
«Поэт и время»
«Эпос и лирика современной России»
воспоминания об Андрее Белом, Валерии Брюсове, Максимилиане Волошине, Борисе Пастернаке и др.
Мемуары
«Мать и музыка»
«Сказка матери»
«История одного посвящения»
«Дом у Старого Пимена»
«Повесть о Сонечке»

## Dela prevedena v slovenščino
- Poskus sobe; zbirska pesnitev in proze, prevedli Andreja Kalc in Urška P. Černe (Koper : KUD AAC Zrakogled, 2014 ) COBISS.SI-ID: 279768576
- Povest o Sonječki; življenjepis, prevedla Lidija Gačnik Gombač (Maribor: Litera, 2008) COBISS.SI-ID: 60209665
- Ujeti duh; izbrana proza, prevedla Lidija Gačnik Gombač (Maribor : Obzorja, 1999 ) COBISS.SI-ID: 43933697
- Marina Cvetajeva: zbirka poezije, prevedel Tone Pavček (Ljubljana : Mladinska knjiga, 1993 )COBISS.SI-ID: 36303104